# Condición de Carleman
En matemáticas, particularmente en el campo del análisis, la condición de Carleman establece un criterio suficiente para la determinación del problema de los momentos. Es decir, si una medida {\displaystyle \mu } satisface la condición de Carleman, no existe otra medida {\displaystyle \nu } que tenga los mismos momentos que {\displaystyle \mu .}. La condición fue descubierta por Torsten Carleman en 1922.

## Problema del momento de Hamburguer
Para el problema del momento de Hamburger (el problema del momento en toda la recta real), el teorema establece lo siguiente:
Sea {\displaystyle \mu } una medida sobre {\displaystyle \mathbb {R} } tal que todos los momentos
{\displaystyle m_{n}=\int _{-\infty }^{+\infty }x^{n}\,d\mu (x)~,\quad n=0,1,2,\cdots }
son finitos. Si
{\displaystyle \sum _{n=1}^{\infty }m_{2n}^{-{\frac {1}{2n}}}=+\infty ,} entonces el problema de momentos para {\displaystyle (m_{n})} es determinado; es decir, {\displaystyle \mu } es la única medida en {\displaystyle \mathbb {R} } con la secuencia de momentos {\displaystyle (m_{n})}.

## Problema del momento de Stieltjes
Para el problema del momento de Stieltjes, la condición suficiente para la determinar la unicidad de la solución es que
{\displaystyle \sum _{n=1}^{\infty }m_{n}^{-{\frac {1}{2n}}}=+\infty .}